# Martfeld
Die Gemeinde Martfeld (plattdeutsch: Mattfeld) gehört zur Samtgemeinde Bruchhausen-Vilsen im niedersächsischen Landkreis Diepholz. Die Einwohnerzahl beläuft sich auf ca. 2800.

## Geographie

### Geographische Lage
Martfeld liegt etwa 30 km südlich von Bremen.

### Nachbargemeinden
Nachbargemeinden sind Schwarme, Bruchhausen-Vilsen,  Blender, Hilgermissen und Hoya.

### Gemeindegliederung
Zu Martfeld gehören unter anderem folgende Ortsteile:
- Martfeld
- Hustedt, hat ein Dorfgemeinschaftshaus, einen Schießstand sowie einen Modellflugzeugplatz
- Büngelshausen
- Kleinenborstel
- Loge
- Tuschendorf

## Geschichte
Der Ort wurde im Jahre 1179 erstmals in einer päpstlichen Urkunde erwähnt, die Papst Alexander III. persönlich gesiegelt hat.
Die im Schriftstück erwähnte Hofstelle „… CURTIS in MERDVELDE cum CAPELLA et PERTINENTIIS SUIS …“ (übersetzt: „Hof in Martfeld mit Kapelle und Zubehör“) mit ihrem angrenzenden Weideland und Wald (dem „Echterkamp“) bestimmt noch heute das Bild des Ortskerns.
Außerdem gab es einen lange andauernden „Krieg“ gegen die Nachbargemeinde Schwarme, an den ein Denkmal, das genau zwischen den beiden Ortsschildern steht, erinnert. Damals ging es um die Heide, die heute zu Martfeld gehört.
Eingemeindungen:
Am 1. März 1974 wurden die Gemeinden Hustedt und Kleinenborstel eingegliedert.

## Politik

### Gemeinderat
Der Gemeinderat Martfeld setzt sich aus 13 Ratsfrauen und Ratsherren zusammen. Dies ist die festgelegte Anzahl für eine Mitgliedsgemeinde einer Samtgemeinde mit einer Einwohnerzahl zwischen 2.001 und 3.000 Einwohnern. Die Ratsmitglieder werden durch eine Kommunalwahl für jeweils fünf Jahre gewählt.
Aus dem Ergebnis der Kommunalwahl 2021 ergab sich folgende Sitzverteilung:
- SPD – 4 Sitze
- CDU – 2 Sitze
- Grüne – 3 Sitze
- WG Unabhängige Liste Martfeld – 4 Sitze

(Stand: Kommunalwahl am 12. September 2021)

### Wappen
Blasonierung: Schräg geteilt von gold und rot; oben eine schwarze Windmühle, unten eine eintürmige goldene Kirche mit schwarzen Dächern, unten links aufgelegt ein goldener Schild, darin eine schwebende schwarze Hausmarke, dieses bestehend aus zwei schräg gekreuzten Winkelmaßen mit abgewendeten gekürzten Schenkeln, die mit einem beiderseits schräg angeschnittenen Balken zu einem Triangel verbunden sind.

### Gemeindepartnerschaften
- La Bazoge in Frankreich

## Kultur und Sehenswürdigkeiten

### Baudenkmale
In der Liste der Baudenkmale in Martfeld sind für die gesamte Gemeinde Martfeld 59 Baudenkmale aufgeführt, davon im Kernort Martfeld 37, in Hustedt drei und in Kleinenborstel 19. Darunter sind:

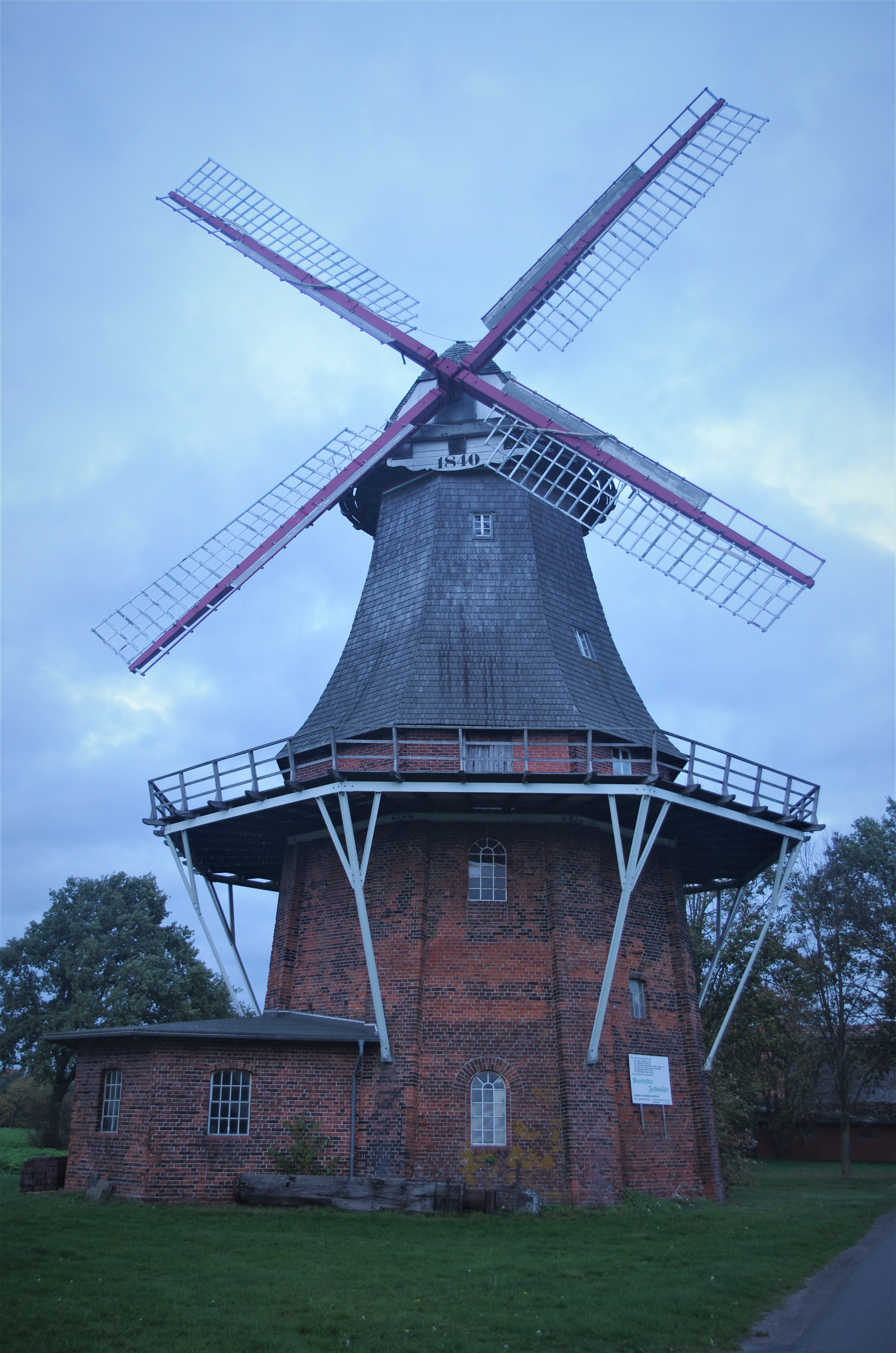
Feldmühle

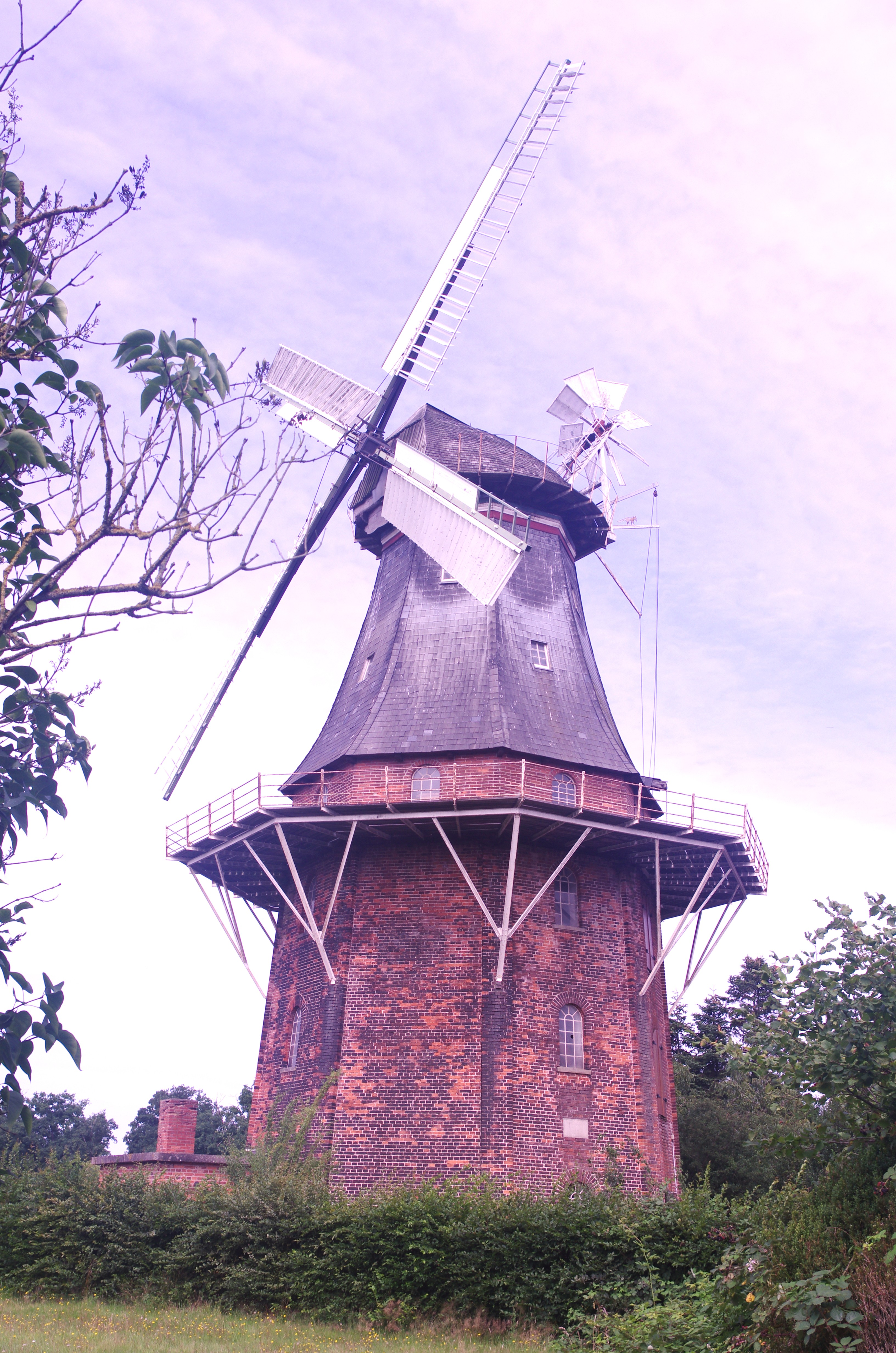
Fehsenfeldsche Mühle

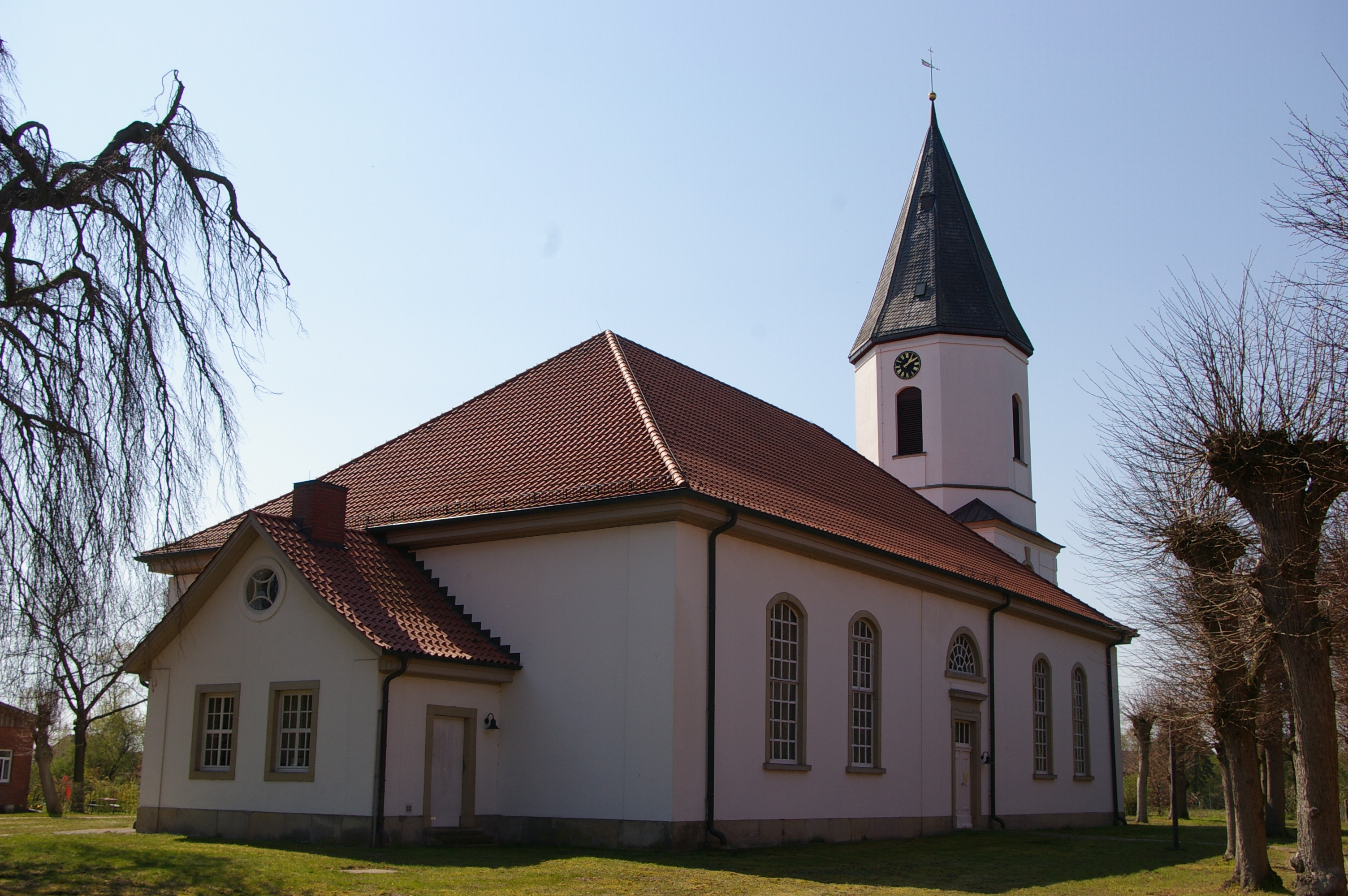
Catharinen-Kirche (Martfeld)

- Die Feldmühle Martfeld wurde erstmals im Jahre 1583 urkundlich erwähnt. Die Bockwindmühle wurde 1827 an einen Vorfahren des heutigen Besitzers verkauft. 1840 wurde sie zu einem dreistöckigen Galerie-Holländer umgebaut. Dieser brannte nach einem Blitzeinschlag im Jahre 1851 vollständig nieder und wurde im selben Jahr neu aufgebaut. 1957 wurden die Flügel, die Windrose und der Drehkranz entfernt. 1992 wurde die Sanierung der Mühle begonnen, 1997 war sie außen vollständig restauriert und 1999 wurden die Innenarbeiten abgeschlossen. Die Mühle ist die älteste Windmühle in der Samtgemeinde.
- 1871 wurde die Fehsenfeldsche Mühle als ein dreistöckiger Galerie-Holländer erbaut. Die Mühle wurde 1904 aufgrund von Kundenmangel verkauft. Bis zum Jahr 1971 wurde der Mahlbetrieb aufrechterhalten. Restauriert wurde die Mühle im Jahr 1991, die vier Mahlgänge sind erhalten geblieben. Die Mühle wird für „Mühlenhochzeiten“ genutzt.
- Die klassizistische evangelisch-lutherische Catharinen-Kirche wurde 1813 anstelle einer mittelalterlichen Vorgängerkirche errichtet.

### Theater
- Jährlich fand ein plattdeutsches Theater im Gasthaus Soller statt. (Gasthof und Theaterbühne seit 2018 geschlossen.)
- 1997 wurde die Kastanie als Theater-Restaurant in Betrieb genommen. Zahlreiche Konzerte und Theaterveranstaltungen finden in dieser Kleinkunstbühne statt.

### Kunst im öffentlichen Raum
- Auf dem Dorfplatz findet sich seit 1999 die aus Edelstahl gestaltete Skulptur Entfaltung der Syker Künstler Elsa Töbelmann und Henning Greve
- Arbeitsgruppe des Heimat- und Verschönerungsvereins (HVV)
- Erhaltung und Pflege von bunten Wegrändern, Uferstreifen, Hecken und auch Feldrainen. Durchführung verschiedener Aktionen wie zum Beispiel die "Martfelder Staudentage".

## Wirtschaft und Infrastruktur

### Öffentliche Einrichtungen
- Pflegeheim in Martfeld
- Krankenhäuser in Aller-Weser-Klinik in Verden (Aller) und Klinikum Bassum
- Grundschule mit den Klassen 1 bis 4
- Oberschulen und Gymnasium in Bruchhausen-Vilsen

## Persönlichkeiten
- Friedrich Joloff (1908–1988), Schauspieler, Hörspiel- und Synchronsprecher, verbrachte seinen Lebensabend in einem Pflegeheim im Ortsteil Kleinenborstel
- Dietrich Leiding (1925–2005), Politiker
- Ingeborg Kruse (1936–2002), Diakonin, Religionspädagogin und Schriftstellerin
- Burchard Bösche (1946–2019), Jurist, Gewerkschafter und Autor
- Heinrich Gräpel (* 1951), Agrarwissenschaftler und Hochschullehrer
- Heinz-Dieter Freese (* 1957), Pastor und Luftbildarchäologe
- Anke Habekost (* 1962), Übersetzerin und Verfasserin von Theatertexten, ist in Martfeld aufgewachsen
- Michael Albers (1966), Politiker